# Tabanus discifer
Tabanus discifer är en tvåvingeart som beskrevs av Walker 1850. Tabanus discifer ingår i släktet Tabanus och familjen bromsar. Inga underarter finns listade i Catalogue of Life.